# Vitalij Kličko
Vitalij Kličko (ukr. Віталій Кличко; Belovodsk, Kirgistan, 19. srpnja 1971.) ukrajinski je političar i bivši profesionalni boksač u teškoj kategoriji. Trenutačno je gradonačelnik Kijeva.

## Životopis
Rođen kao dijete doseljenika u sovjetskom Kirgistanu 19. srpnja 1971. godine. Potječe iz ukrajinske, ruske i židovske obitelji, po vjeroispovijesti je pravoslavac. Trenutačno je prvak po WBC kategoriji i zajedno s bratom Vladimirom Kličkom drži 4 najveća svjetska naslova u teškoj kategoriji boksa. Vitalij se nakon četiri godine pauze vratio u borbu za naslov svjetskog prvaka u teškaškoj kategoriji po WBC verziji te je svladao Nigerijca Samuela Petera. Do danas Vitalij ima najveći postotak završenih borbi nokautom odnosno 92,5 %, a do sada je izgubio samo dva boksačka meča. Vitalij je poseban športaš i po tome što je prvi profesionalni boksač koji ima sveučilišno doktorsko zvanje u kineziologiji kao i njegov brat Vladimir.

## Športska karijera
Vitalij je svoju športsku karijeru započeo kroz kickboxing, 1995. je sudjelovao na Svjetskim vojnim igrama u Italiji, a iste je godine osvojio srebrnu medalju na Svjetskom amaterskom boksačkom prvenstvu u Berlinu. Svoju profesionalnu športsku karijeru započeo je 1996. pobijedivši u prvih 24 boksačka meča te su on i njegov brat Volodimir potpisali ugovor s njemačkom tvrtkom za promociju športa «Universum». Od tada počinje relativno brz uspon oba brata na svjetskoj boksačkoj ljestvici.

## Politička karijera
Vitalij Kličko aktivirao se i u ukrajinskoj politici, kandidiravši se 2006. za gradnonačelnika Kijeva, ali je izgubio od tadašnjeg gradonačelnika Leonida Černoveckog.
Krajem listopada 2012. na parlamentarnim izborima u Ukrajini njegova stranka UDAR osvojila je manje od 13 posto glasova i Kličko još uvijek razmišlja hoće li se posvetiti politici ili vratiti boksu.
Kličko je aktivno sudjelovao u "Euromajdanskim" prosvjedima, tijekom kojih je objavio svoje povlačenje iz boksa.
Kličko je objavio svoju kandidaturu za predsjednika Ukrajine 28. veljače 2014., no, 29. ožujka objavljuje da se povlači iz utrke za predsjednika, te da će podržati kandidaturu Petra Porošenka, kasnijeg pobjednika, istovremeno je najavio da će se kandidirati za gradonačelnika Kijeva (Kijiva). Na izborima održanima 25. svibnja pobjeđuje sa skoro 57% glasova.
Gradonačelničku prisegu polaže 5. lipnja 2014., istog dana ga Ukrajinski parlament lišava mandata zastupnika, pošto zastupnicima nije dozvoljeno obavljati usporedno drugu javnu dužnost za vrijeme svojeg mandata.
Predsjednik Porošenko, Klička imenuje čelinkom Državne administracije grada Kijeva (ekvivalent županu u Hrvatskoj) 25. lipnja 2014.

## Vanjske poveznice
- The Službene stranice braće Kličko (njemački, engleski, ukrajinski, i ruski)
- Snimke borbi tijekom karijere Vitalija Klička  Arhivirana inačica izvorne stranice od 3. rujna 2006. (Wayback Machine)